# Stiwart Acuña
Stiwart Acuña (Barranquilla, Atlántico, Colombia, 6 de febrero de 1999), es un futbolista colombiano. Juega como extremo y actualmente milita en Junior de la Categoría Primera A colombiana.
Es sobrino de Emerson ‘el Piojo’ Acuña.

## Clubes
| Club                   | País     | Temporadas    |
| ---------------------- | -------- | ------------- |
| Barranquilla F. C.     | Colombia | 2017          |
| Junior (cesión)        | Colombia | 2018          |
| Barranquilla F. C.     | Colombia | 2018-2019     |
| Junior (cesión)        | Colombia | 2019          |
| Barranquilla F. C.     | Colombia | 2020-2022     |
| Alianza F. C. (cesión) | Colombia | 2022          |
| Barranquilla F. C.     | Colombia | 2023-2024     |
| Junior                 | Colombia | 2025-presente |

## Estadísticas
| Club                          | Div           | Temporada     | Liga  | Liga  | Copa Nacional | Copa Nacional | Copa Internacional | Copa Internacional | Total | Total |
| Club                          | Div           | Temporada     | Part. | Goles | Part.         | Goles         | Part.              | Goles              | Part. | Goles |
| ----------------------------- | ------------- | ------------- | ----- | ----- | ------------- | ------------- | ------------------ | ------------------ | ----- | ----- |
| Barranquilla F. C. · Colombia | 2.ª           | 2017          | 1     | 0     | 1             | 0             | -                  | -                  | 2     | 0     |
| Barranquilla F. C. · Colombia | 2.ª           | 2018          | 15    | 2     | -             | -             | -                  | -                  | 15    | 2     |
| Barranquilla F. C. · Colombia | 2.ª           | 2019          | 20    | 6     | 3             | 0             | -                  | -                  | 23    | 6     |
| Barranquilla F. C. · Colombia | 2.ª           | 2020          | 16    | 0     | -             | -             | -                  | -                  | 16    | 0     |
| Barranquilla F. C. · Colombia | 2.ª           | 2021          | 21    | 4     | 5             | 1             | -                  | -                  | 26    | 5     |
| Barranquilla F. C. · Colombia | 2.ª           | 2022          | 14    | 3     | -             | -             | -                  | -                  | 14    | 3     |
| Barranquilla F. C. · Colombia | 2.ª           | 2023          | 28    | 10    | 2             | 0             | -                  | -                  | 30    | 10    |
| Barranquilla F. C. · Colombia | 2.ª           | 2024          | 31    | 6     | 1             | 0             | -                  | -                  | 32    | 6     |
| Barranquilla F. C. · Colombia | 2.ª           | 2025          | 14    | 8     | 3             | 1             | -                  | -                  | 17    | 9     |
| Barranquilla F. C. · Colombia | Total club    | Total club    | 160   | 39    | 15            | 2             | 0                  | 0                  | 175   | 41    |
| Junior · Colombia             | 1.ª           | 2018          | 1     | 0     | -             | -             | -                  | -                  | 1     | 0     |
| Junior · Colombia             | 1.ª           | 2019          | 5     | 0     | 1             | 1             | -                  | -                  | 6     | 1     |
| Junior · Colombia             | 1.ª           | 2025          | 2     | 0     | -             | -             | -                  | -                  | 2     | 0     |
| Junior · Colombia             | Total club    | Total club    | 8     | 0     | 1             | 1             | 0                  | 0                  | 9     | 1     |
| Alianza Petrolera · Colombia  | 1.ª           | 2022          | 5     | 1     | 2             | 0             | -                  | -                  | 7     | 1     |
| Alianza Petrolera · Colombia  | Total club    | Total club    | 5     | 1     | 2             | 0             | 0                  | 0                  | 7     | 1     |
| Total carrera                 | Total carrera | Total carrera | 173   | 40    | 18            | 3             | 0                  | 0                  | 191   | 43    |

## Palmarés

### Torneos nacionales
| Títulos         | Club   | País     | Año  |
| --------------- | ------ | -------- | ---- |
| Torneo Apertura | Junior | Colombia | 2019 |